# Colinas do Sul
Colinas do Sul é um município brasileiro do estado de Goiás. A população colinense segundo o Censo 2022 pelo IBGE é de 4.030 habitantes e a área de seu território é de 1.707,519 km².
Localizada a 480 km de Goiânia na mesorregião do norte goiano, limita-se a oeste com o município de Alto Paraíso de Goiás, a leste com Minaçu e Campinaçu, a norte com Cavalcante e a sul com Niquelândia. É próxima ao distrito de São Jorge (município de Alto Paraíso), à barragem da Usina Hidrelétrica Serra da Mesa, ao espelho d'água Cana Brava. Região associada a criação de gado bovino, principalmente, destinados ao corte.
Possui potencial turístico devido à grande quantidade de rios, cavernas, termas, hotéis, pousadas ligadas, também à pesca esportiva.

## História
Nos anos 1950, com a ocupação ao longo do córrego Almécegas, começa a história de Colinas do Sul - na época, distrito de Lajes, do município de Cavalcante. Em 1953, Sabino da Silva Coelho funda o povoado de Almécegas. Em 1955 assume o primeiro subprefeito da futura cidade: Nilo Passos (pela lei municipal nº 6, de 20-08-1955, o distrito de Lajes passou a denominar-se Colinas). O nome foi dado em função de seu relevo por João Bernardes Rabelo.
Apesar de em 1959 ter havido a primeira eleição para prefeito (com vitória de Argemiro Teles de Faria), a emancipação política do município só foi aprovada em 1985 (ano em que foi apresentada à Assembleia Legislativa o projeto de lei, assinado em 1987). A divisão territorial mais atual é a de 2007, em que figuram dois distritos no município: o distrito-sede e o distrito Vila Borba.

## Cultura
A principal manifestação cultural colinense é a festa da Caçada da Rainha, típica também em outros municípios da região. A festa é baseada em uma encenação do momento em que é assinada a Lei Áurea e, segundo conta a história da festividade, a princesa Isabel foge para as florestas por medo de represálias por parte de seu pai. Ao voltar de viagem, o Imperador sai em busca da princesa e, quando ela é achada, faz-se uma enorme festa com participação dos ex-escravizados.
A primeira rainha da Caçada foi Herculana da Silva Coelho, em 1954, no então povoado de Almécegas.
A festa da Caçada é organizada por moradores da cidade, atrai moradores dos municípios vizinhos e envolve também a participação da Igreja Católica. São tradicionais os grupos de congo e sussia (dança), marcando as influências africanas. Durante a festa, homenageia-se também as figuras religiosas de Nossa Senhora do Rosário e do Divino Espírito Santo. Romarias com foliões percorrem a zona rural do município e moradores oferecem pouso e comida. Os foliões são vistos como "guardiões do sagrado" e também levam a música tradicional das catiras e curraleiras à festividade.
"Cada grupo de foliões é constituído de dois encarregados, que podem ou não ser os alferes e, no mínimo, doze foliões; entre eles estão guias, contra-guias, caixeiros, bagageiros, arrieiros, campeiros e penitentes.  Ao fim dos giros de folia, começam os ritos do Arremate com a Entrega da Folia na Igreja Católica, para que, no segundo domingo do mês de julho, a Caçada da Rainha seja realizada."